# 小行星8246
小行星8246（英語：8246 Kotov）是一颗围绕太阳公转的小行星。1979年8月20日，尼古拉·切爾尼赫在克里米亚发现了此天体。
这颗小行星的绝对星等为1.913741155504311等。